# Río Kaidu
El río Kaidu (en chino, 开都河; pinyin, Kāidū Hé), también conocida por su antiguo nombre río Liusha (en chino, 流沙河; pinyin, Liúsha Hé; literalmente, ‘río de las arenas movedizas’) o Chaidu-gol es un río que discurre por la Región Autónoma Uigur de Sinkiang de China, una importante fuente de agua para la región.

## Geografía

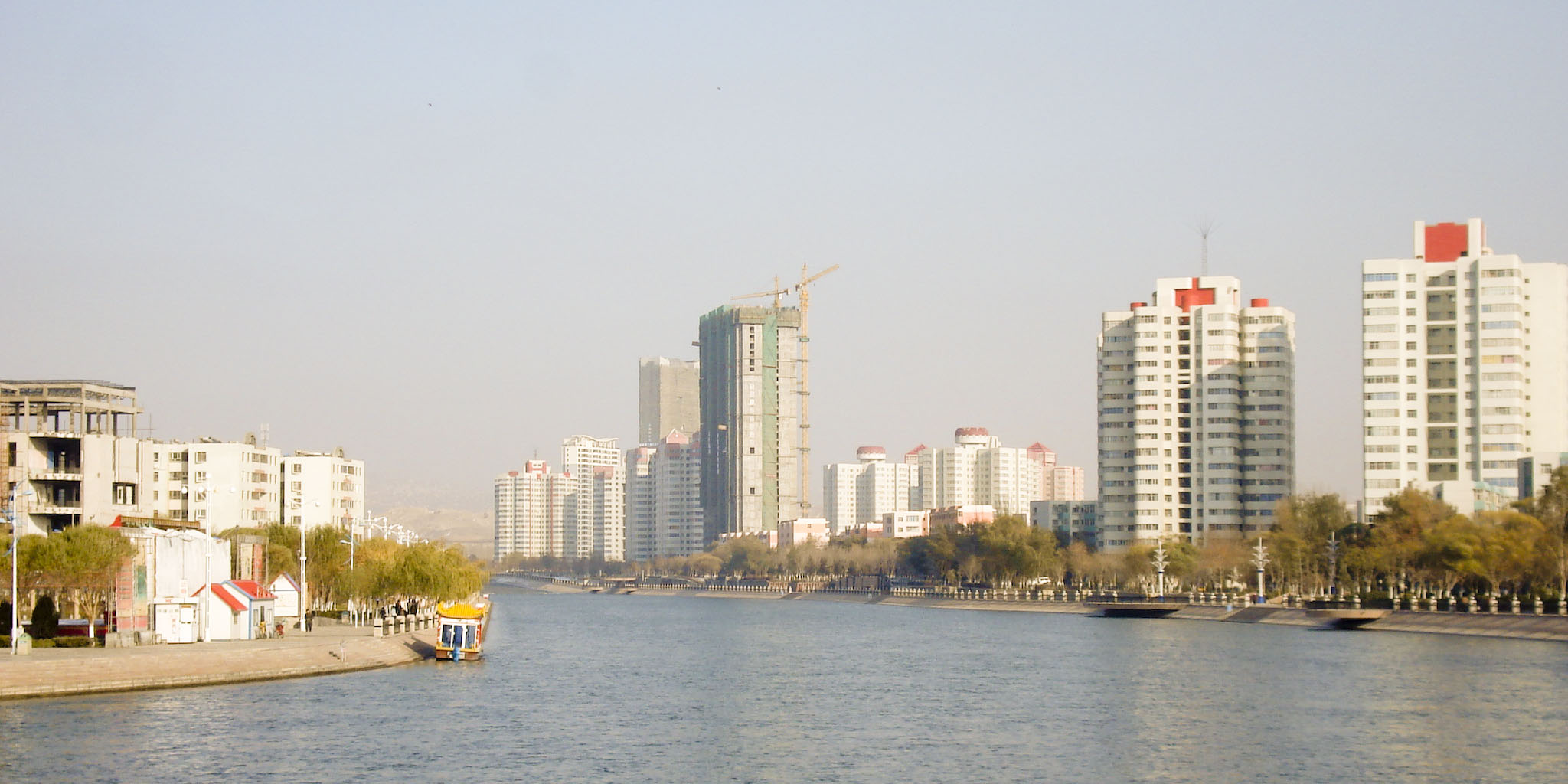
El río Konqi a sus paso por Korla

Las fuentes del río Kaidu se encuentran en la ladera centromeridional de las montañas Tian Shan, desde donde fluye a través de la cuenca Yulduz y la cuenca Yanqi en el lago Bosten, del que es el afluente más importante.
El río sale del lago con el nombre de río Konqi  (en chino, 铁门关; pinyin, Kǒngquè Hé; literalmente, ‘río Pavo Real’) y tras atravesar el paso de la Puerta de Hierro (en chino tradicional, 鐵門關; en chino simplificado, 铁门关; pinyin, Tiĕmén Guān), se interna en la cuenca del Tarim.

## Significación cultural
En el Viaje al Oeste, una obra anónima de 1590 y un clásico de la literatura china, posiblemente la obra más conocida entre los adolescentes chinos,  el río Kaidu se conoce como «río de las Arenas Movedizas» y es el lugar donde el río-ogro Bonzo Sha aterrorizó a los pueblos de los alrededores y los viajeros que trataban de cruzar el río, antes de convertirse en un discípulo de Tang Sanzang.

## Asentamientos en el río
- en el río Kaidu:  Yanqi
- en el río Konqi: Tashidian y Korla